# Black Belt (rivista)
Black Belt è una rivista statunitense che tratta di arti marziali e sport da combattimento. La rivista ha sede a Valencia, in California, ed è una delle pubblicazioni più antiche dedicati alle arti marziali negli Stati Uniti.

## Storia
La rivista è stata fondata nel 1958 da Mitoshi Uyehara, un artista marziale egli stesso. 
Uyehara è un 3° Dan in Aikidō ma ha studiato molte altre arti marziali. È stato studente di Tohei Sensei, un maestro di Aikido. Uyehara credeva che gli americani potessero beneficiare della disciplina delle arti marziali. Quello che è iniziato come un umile tentativo di aprire il primo dojo di Aikido a Los Angeles, divenne poi una rivista. 
La rivista era pubblicata da Uyehara attraverso l'editore "Black Belt, Inc." con sede a Los Angeles fino al 1973. Sebbene la pubblicazione sia diventata di grande diffusione nel 1961, i primi numeri erano prodotti e venduti a dieci centesimi ed erano assemblati sul pavimento della cucina della casa di Uyehara nel 1958. Al primo anno di produzione di una pubblicazione completa nel 1961, Uyehara aveva debiti per 30 000 dollari. Bruce Lee contribuì alla pubblicazione di molti articoli durante gli anni Sessanta. La relazione di Uyehara con Bruce Lee fu di mutuo scambio: Uyehara vide immediatamente il talento di Lee e lo mise in evidenza nelle sue pubblicazioni; Lee ricambiò fornendo interviste dirette a Uyehara quando raggiunse la celebrità. I due uomini sapevano che erano entrambi minoritari in una disciplina che all'epoca non era ancora stata abbracciata dagli americani. I due rimasero amici intimi fino alla morte di Lee.
Uyehara fondò la "Rainbow Publications" nel 1974 (con sede a Los Angeles, in seguito Burbank, California e Santa Clarita, California), in cui ricoprì il ruolo di presidente, ma smise di svolgere il ruolo di editor da quel momento. Uyehara si trasferì ad Honolulu nel 1980, da dove continuò a lavorare come editore fino al 1998. Uyehara era originario di Lahaina, Maui, e riconobbe il valore di tornare a casa vicino alla sua famiglia. Durante questo periodo di transizione, la rivista subì frequenti cambi di direzione (Bob MacLaughlin 1974, Rick Shively 1976, Richard Zimmerman 1978, John R. Corbett 1980, John Steward 1980, John Hanson 1981, James Nail 1982-83) fino a quando Jim Coleman divenne direttore esecutivo nel 1984, fino al 1997. Robert W. Young subentrò a Coleman nel 1997/98, poco prima dell'acquisizione della rivista da parte di Sabot Publishing, e al 2016 rimane direttore esecutivo.
La Rainbow Publications è stata acquisita da Sabot Publishing nel 1999. Sabot Publishing è stata a sua volta acquisita da Active Interest Media nel 2003, da quando la rivista è stata sotto la supervisione del "Group Publisher" (responsabile dello sviluppo strategico) Cheryl Angelheart. La rivista Black Belt ha aperto un account YouTube nel 2008 e pubblica video che mostrano tecniche e armi di arti marziali dallo stile classico a moderno e interviste con noti artisti marziali, esperti e notizie di arte marziale.